# Manuel Gavilán (Fußballspieler, 1991)
Manuel Gavilán Morales (* 12. Juli 1991 in Mairena del Aljarafe) ist ein spanischer Fußballspieler.

## Karriere
Gavilán begann seine Karriere bei Betis Sevilla. 2010 wechselte er nach Italien zum FC Bologna. Sein Debüt gab er beim Achtelfinalspiel der Coppa Italia 2010/11 gegen den SSC Neapel. Es blieb sein einziges Spiel für den FC Bologna. Nach Leihstationen bei Piacenza Calcio 1919, ASG Nocerina und San Marino Calcio ging er 2014 wieder nach Spanien zum FC Zamora. 2015 wechselte er nach Österreich zur SV Ried. Sein Debüt gab er im ÖFB-Cup 2015/16 im Spiel gegen den SV Innsbruck. In diesem Spiel erzielte er vier Tore. Nach der Saison 2015/16 verließ er die SV Ried.
Zur Saison 2016/17 wechselte er zurück nach Spanien zum Drittligisten CD Eldense.
Nach zahlreichen Stationen in Spanien wagte Gavilán schließlich den Schritt nach Hongkong, wo er nun bereits für seinen dritten Club spielt und zweimal die nationale Meisterschaft gewinnen konnte.
Mit der spanischen U17-Nationalmannschaft wurde er 2008 U17-Europameister.

## Erfolge
Kitchee SC
- Hong Kong Premier League: 2019/20, 2020/21
- Sapling Cup: 2019/20